# Microdesmus suttkusi
Microdesmus suttkusi är en fiskart som beskrevs av Gilbert, 1966. Microdesmus suttkusi ingår i släktet Microdesmus och familjen Microdesmidae. IUCN kategoriserar arten globalt som otillräckligt studerad. Inga underarter finns listade i Catalogue of Life.